# Strongyliceps alluaudi
Strongyliceps alluaudi là một loài nhện trong họ Linyphiidae.
Loài này thuộc chi Strongyliceps. Strongyliceps alluaudi được Jean-Louis Fage miêu tả năm 1936.